# Гравицький Олексій Андрійович
 Гравицький Олексій Андрійович (нар. 9 грудня 1978 року в Москві) — російський письменник-фантаст, сценарист. Автор фантастичних романів, повістей та оповідань. Автор сценаріїв серіалів та документальних фільмів. Лауреат премії «Найкращий дебют» фестивалю фантастики Срібна стріла (2008 рік). Лауреат премії «Со-творіння» фестивалю фантастики Срібна стріла (2013 рік).

## Біографія
Олексій Гравицький народився 9 грудня 1978 року. За освітою педагог, психолог. Дебютував у 2001 році з розповіддю «Карлсони». Оповідання, вірші, статті і рецензії Гравицького виходили в журналах «Зоряна дорога», «Техніка молоді», «Поріг», «Ф-Хобі», «Осяяння», «Fакел», «Шукач», «Світ фантастики», «Василь», «Безіменна зірка», «Новому Літературному Журналі», газетах «Фантаст», «Шанhi», «Таємна сила» та інших, а також у збірниках. Оповідання «Мій добрий маг» увійшов в навчальний посібник для середньої школи «Граматика моральності». Перша книжка — збірка оповідань «Віддати душу» опублікований у 2004. Перше великий твір — роман «Мама» опублікований в 2007 році. Автор сценаріїв для документальних фільмів, серіалів, флеш-мультиків. Один з авторів ряду Інтернет-проектів, серед яких творчий портал «Творча майстерня» ігровий портал «Keft.ru». З 2005 року — член Спілки Літераторів РФ. У 2008 за роман «Мама» отримав премію «Найкращий дебютний роман» фестивалю фантастики «Срібна стріла». У вересні 2011 року разом з Сергієм Палієм опублікував роман «Анабіоз», що став основою для однойменного масштабного міжавторського проекту. Проект «Анабіоз» став найкращим фантастичним міжавторським проектом 2011 року на думку авторитетного журналу «Світ Фантастики». У 2013 за роман «Живе і мертве. Третя сила» разом з Михайлом Костіним отримав премію «Со-творіння» фестивалю фантастики «Срібна стріла». У співавторстві з Сергієм Волковим створив масштабний цикл оповідань, які є бекграундом для колекційної карткової гри «Берсерк». Є автором лінійки коміксів про «Ченця» від компанії «Bubble». Є одним з учасників міжавторського проекту «Версум».

### Книги
- «Віддати душу» 2004 рік
- «Основи ділової етики» 2007 рік
- «Мама» 2007 рік
- «Земля-Паладос-Земля» у співавторстві з М. Костіним. 2009 рік
- «У зоні туману» 2009 рік
- «Живе і мертве» у співавторстві з М. Костіним. 2010 рік
- «Калинів міст» 2010 рік
- «Зачистка» 2010 рік
- «Живе і мертве. Учень мага» в співавторстві з М. Костіним. 2011 рік
- «Аномальні канікули» у співавторстві з С. Палієм. 2011 рік
- «Анабіоз» у співавторстві з С. Палієм. 2011 рік
- «Четвертий рейх» у співавторстві з В. Косенковым. 2011 рік
- «Шлях додому» 2012 рік
- «Живе і мертве. Третя сила» у співавторстві з М. Костіним. 2012 рік
- «Версум. Рецептор» у співавторстві з В. Косенковым. 2013 рік

## Повісті та оповідання
- «Жаба блакитних кровей»

- «Не плюй у колодязь»
- «Розсекречені матеріали»
- «Гра»
- «Пиріг з яблуками»
- «Кошмар на вулиці Долговязов»
- «Рятувальник»
- «Казка про Рятувальника»
- «Остання казка про Рятувальника»
- «Карлсони»
- «Віддати душу»
- «Хлопчик з сірниками»
- «Як діти»
- «Мій добрий маг»
- «Погода в домі»
- «Сила уяви»
- «Я подарую тобі світ»
- «Майстер ілюзій»
- «Записки про створення світу»
- «Місто»
- «Речі»
- «Вершник»
- «Скороминущості»
- «Східні мініатюри»
- «Останній лицар»
- «Почуття прекрасного»
- «Гонки на виживання»
- «Опівнічний сюр»
- «Суд»
- «П'ять розмов»
- «Від любові до ненависті»
- «Моменто морі»
- «Генні інженери людських душ»
- «Намісник диявола»
- «Рома і Токсиналепл» (цикл оповідань)
- «Коля + Наташа»
- «Щоб пам'ятали»
- «Дорогий Іван Андрійович»
- «Крок у вічність»

## Фільмографія
- «Рубльовка Live» 2005 р.
- «Сталін Live» 2007 р.
- «Гіпо Теза» (документальний)
- «Перо і шпага Валентина Пікуля» 2008 р. (документальний)
- «Вовча зграя» 2008 р. (документальний)
- «Едуард Хіль. Сто хітів короля естради» 2009 р. (документальний)
- «Сутичка» 2013 р.
- «Лютий» 2013 р.
- «Ляльководи» 2013 р.

## Проекти
- Творча Майстерня  (www.graa.ru)
- keft — онлайн гри (www.keft.ru)
- Versum — міжавторський мультимедійний проект  (www.versumuniverse.com)